# František Kočvara
František Kočvara (Praga, 1750? – Londra, 2 settembre 1791) è stato un violista, contrabbassista e compositore ceco.

## Biografia
Kočvara nacque a Praga, in Boemia. Viaggiò molto in Europa, suonando in svariate orchestre. La sua carriera nel periodo della maturità si svolse intorno alla città di Londra, nella quale pubblicò le sue composizioni dal 1775 in poi. La copertina della pubblicazione dei suoi quartetti op. 3 e delle sonate a tre indica la presenza del compositore a Bath, l'op. 5 invece riporta un indirizzo londinese. Negli anni precedenti il 1790 il compositore si trovava in Irlanda. Successivamente suonò al Concerts of Antient Music, in occasione della commemorazione di Händel del 1791, per diventare poi contrabbassista al King's Theatre di Londra (riaperto il 26 marzo 1791, dopo una serie di lavori di restauro) su invito di Giovanni Gallini, fino alla sua morte.
Il 2 febbraio 1791 Kočvara morì asfissiato mentre si intratteneva negli alloggi di una prostituta, Susannah Hill, in Vine Street (Westminster). Kočvara ebbe con lei un rapporto sessuale dopo essersi legato al collo una fune legata alla maniglia della porta, che gli provocò l'asfissia. Susann Hill fu processata con l'imputazione di omicidio, ma venne assolta, in quanto la giuria prestò fede alla sua testimonianza. Le carte del processo vennero distrutte per evitare un possibile scandalo, ma sembra che una copia di esse sia stata usata nel 1797 per scrivere un pamphlet sulla vicenda, includendo la versione della protagonista.
Nel 1984 è stato pubblicato un documento sulla morte di Kočvara, su American Journal of Forensic Medicine and Pathology, intitolato "The sticky end of Frantisek Koczwara, composer of The Battle of Prague".

## Composizioni

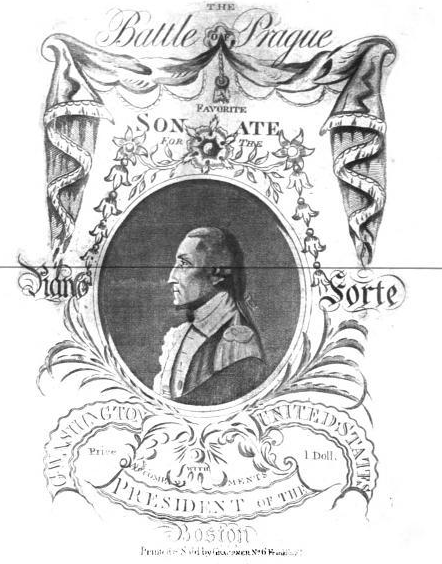
Copertina di un'edizione della Battaglia di Praga, (Boston: Gottlieb Graupner, inizi del XIX sec.).

Kočvara pubblicò varie sonate a tre (per due violini e basso continuo o per flauto, violino e basso continuo) e alcune sonate per viola e basso continuo, diversi trii e quartetti per archi.
La composizione che gli diede una certa notorietà è la Battaglia di Praga, pubblicata a Dublino intorno al 1788 ed ispirata all'omonima battaglia del 1757 tra Regno di Prussia e Austria. La Battaglia di Praga ha goduto di una grande popolarità nel XVIII e nel XIX secolo ed è stata ristampata molte volte in Europa e negli Stati Uniti (sono sopravvissute circa quaranta edizioni). La battaglia era un brano frequentemente eseguito ed è servito da modello per successive composizioni analoghe ispirate alle battaglie napoleoniche. Riferimenti letterari alla composizione sono presenti anche in alcuni libri di Mark Twain (quali Le avventure di Huckleberry Finn e A Tramp Abroad). È spesso attribuita a Kočvara anche una composizione simile, L'assedio di Quebec, ma si tratta di un arrangiamento di W.B. de Krifft realizzato impiegando materiale musicale di Kočvara.
Tra le pubblicazioni di Kočvara:
- Opus I: tre serenate per violino, viola, violoncello e due corni, op. 1 (Amsterdam, 1775 circa)
- Sei sonate per due violini e basso continuo (Londra, 1775 circa)
- Opus II: quattro sonate per viola e basso continuo (Parigi, 1787)
- Opus III: sei quartetti per archi (Londra, 1775 circa)
- Sei sonate a tre (Londra, 1775 circa):

Sonata I in mi bemolle maggiore per due violini e basso continuo
Sonata II in sol minore per flauto e violino (o due violini) e basso continuo
Sonata III in re maggiore per flauto e violino (o due violini) e basso continuo
Sonata IV in do maggiore per flauto e violino (o due violini) e basso continuo
Sonata V in fa maggiore per due violini e basso continuo
Sonata VI in do maggiore per due viole e basso continuo
- Opus V:  sei trii per due violini, due corni ad libitum e basso continuo (Londra, 1776 circa)
- Opus VIII: sei duetti facili per violino e flauto (Londra, 1780 circa)
- The Lover's Petition, per violino e clavicembalo o pianoforte (Londra, 1780 circa)
- Opus IX: sei trii per due violini e violoncello (Londra, 1783 circa)
- Opus X: Ouverture periodica in otto parti, per due oboi o flauti, due corni e archi (Londra, 1785 circa)
- Opus XIII: La battaglia di Praga, sonata a programma in fa maggiore per pianoforte o clavicembalo, violino, violoncello, percussioni ad libitum, pubblicata anche sotto altri numeri d'opera e in arrangiamento per pianoforte o per due pianoforti (Dublino, 1788 circa)
- Opus XXXIII: La sorpresa accettabile, per pianoforte (Dublino, 1791 circa)
- Opus XXXIV: tre sonate per clavicembalo o pianoforte e violino (Londra, 1790 circa)
- Opus XXXV: tre sonate per clavicembalo o pianoforte e violino (Londra, 1790 circa)
- Opus XXXVI: tre sonatine per pianoforte (Mannheim, 1790 circa)
- Opus XXXVII: sei duetti facili per due violini (Londra, 1790 circa)
- Sei canzoni per voce e pianoforte o arpa (Londra, 1790 circa, alcune ristampate individualmente)
- Opus XXXVIII: tre sonate per clavicembalo o pianoforte e violino (Londra, 1791 circa)
- Tre sonate per viola e basso continuo (Londra, 1795 circa)

Altre composizioni di Kočvara sono un duetto per pianoforte o clavicembalo a quattro mani, come duetto n. 3 in una raccolta di sei duetti del 1790, e tre duetti per violino e viola pubblicati nella raccolta "6 Favorite Duetts" (1800 circa).